# 알리 누이
알리 누이(하와이어: Aliʻi nui)는 하와이어로 족장을 뜻하는 단어로, 하와이 제도 문화권의 전통적인 군주 칭호이다. "알리 누이"의 "알리"는 귀족 또는 왕을 의미하며, "누이"는 최고를 의미한다.

## 같이 보기
- 고대 하와이
- 하와이 왕국
- 통가의 군주